# San Lucas (Bolivia)
San Lucas è un comune (municipio in spagnolo) della Bolivia nella provincia di Nor Cinti (dipartimento di Chuquisaca) con 34.029 abitanti (dato 2010).

## Cantoni
Il comune è suddiviso in 8 cantoni (popolazione 2001).
- Ajchilla - 2.908 abitanti
- Chiñimayu - 2.650 abitanti
- Kollpa - 5.059 abitanti
- Ocuri - 7.553 abitanti
- Payacota del Carmen - 1.111 abitanti
- Pirhuani - 3.454 abitanti
- San Lucas - 6.542 abitanti
- Uruchini - 2.832 abitanti